# Nadezhda Besfamilnaya
Nadezhda Besfamilnaya - en russe : Надежда Бесфамильная, née le 27 décembre 1950 à Moscou, est une athlète soviétique qui courait principalement sur 100 m.
Elle a représenté l'Union soviétique aux Jeux olympiques de 1976 à Montréal. Elle y remportait, avec ses compatriotes Tetyana Prorochenko, Lyudmila Maslakova et Vera Anisimova, la médaille de bronze du relais 4 × 100 mètres.

## Palmarès

### Jeux olympiques d'été
- Jeux olympiques d'été de 1972 à Munich ( Allemagne de l'Ouest)
  - 5e en relais 4 × 100 m
- Jeux olympiques d'été de 1976 à Montréal ( Canada)
  -  Médaille de bronze en relais 4 × 100 m

### Championnats d'Europe d'athlétisme
- - Championnats d'Europe d'athlétisme de 1971 à Helsinki ( Finlande)
  - 4e sur 200 m
  -  Médaille de bronze en relais 4 × 100 m

### Championnats d'Europe d'athlétisme en salle
- Championnats d'Europe d'athlétisme en salle de 1970 à Vienne ( Autriche)
  - 4e sur 60 m

## Sources
- (en) Cet article est partiellement ou en totalité issu de l’article de Wikipédia en anglais intitulé « Nadezhda Besfamilnaya » (voir la liste des auteurs).